# Cossé-en-Champagne
Cossé-en-Champagne là một xã thuộc tỉnh Mayenne trong vùng Pays de la Loire tây bắc nước Pháp. Xã này nằm ở khu vực có độ cao trung bình 83 mét trên mực nước biển.